# Magnolia aromatica
Espèce
Synonymes
- Manglietia aromatica Dandy
- Paramanglietia  aromatica (Dandy) Hu & W.C.Cheng

Statut de conservation UICN

 EN C2a(i) : En danger
Magnolia aromatica est une espèce de plantes à fleurs de la famille des Magnoliaceae. C'est un arbre endémique de Chine.

## Description
C'est un arbre.

## Répartition et habitat
Cette espèce est présente dans le sud de la Chine, dans les provinces du Yunnan, Guizhou et du Guangxi.